# Kriechbaumerella cordigaster
Kriechbaumerella cordigaster is een vliesvleugelig insect uit de familie bronswespen (Chalcididae). De wetenschappelijke naam is voor het eerst geldig gepubliceerd in 1984 door Roy & Farooqi.